# Hypena ochradelpha
Hypena ochradelpha är en fjärilsart som beskrevs av Louis Beethoven Prout. Hypena ochradelpha ingår i släktet Hypena och familjen nattflyn. Inga underarter finns listade i Catalogue of Life.